# Montgomery (Michigan)
Pour les articles homonymes, voir Montgomery.
Montgomery est un village du comté de Hillsdale, dans l'État du Michigan, aux États-Unis. En 2020, il comptait une population de 322 habitants.